# Denim and Leather
Denim and Leather (ang. jeans i skóra) – czwarty album studyjny brytyjskiej heavymetalowej grupy Saxon.
Album nagrywano w Aquarius Studios w Genewie oraz Polar Studios w Sztokholmie. Miksowanie ścieżek odbyło się w Polar Studios.

## Lista utworów
1. „Princess of the Night” – 4:01
2. „Never Surrender” – 3:15
3. „Out of Control” – 4:07
4. „Rough and Ready” – 4:51
5. „Play it Loud” – 4:11
6. „And the Bands Played On” – 2:48
7. „Midnight Rider” – 5:45
8. „Fire in the Sky” – 3:37
9. „Denim and Leather” – 5:25

## Twórcy
| Saxon w składzie - Biff Byford – śpiew - Graham Oliver – gitara - Paul Quinn – gitara - Steve Dawson – gitara basowa - Pete Gill – perkusja | Personel - Nigel Thomas – produkcja - Andy Lydon – inżynieria dźwięku |